# Copa de Brasil de waterpolo masculino
La Copa de Brasil de waterpolo masculino es la segunda competición más importante de waterpolo masculino entre clubes brasileños.

## Historial
Estos son los ganadores de Copa:
- 2011: Polo aquático do Fluminense
- 2010: Polo aquático do Fluminense
- 2009: Polo aquático do Fluminense[1]
- 2008: Polo aquático do Fluminense
- 2007: Polo aquático do Fluminense
- 2006: Polo aquático do Fluminense
- 2005: Esporte Clube Pinheiros
- 2004: Polo aquático do Fluminense
- 2003: Esporte Clube Pinheiros
- 2002: Polo aquático do Fluminense
- 2001: Polo aquático do Fluminense
- 2000: Club de Regatas Vasco da Gama
- 1999: Polo aquático do Fluminense
- 1998: Polo aquático do Fluminense
- 1997: Polo aquático do Fluminense
- 1996: Botafogo de Futebol e Regatas
- 1995: Botafogo de Futebol e Regatas
- 1994: Academia Fórmula SP
- 1993: Clube de Regatas do Flamengo
- 1992: Esporte Clube Pinheiros
- 1991: Club Athlético Paulistano
- 1990: Clube Paineiras do Morumby
- 1989: Clube Paineiras do Morumby
- 1988: Clube de Regatas do Flamengo
- 1987: Clube de Regatas do Flamengo
- 1986: Clube de Regatas do Flamengo
- 1985: Clube de Regatas do Flamengo